# Litophyton sanderi
Litophyton sanderi är en korallart som först beskrevs av May 1899.  Litophyton sanderi ingår i släktet Litophyton och familjen Nephtheidae. Inga underarter finns listade i Catalogue of Life.